# Prionus plumicornis
Prionus plumicornis là một loài bọ cánh cứng trong họ Cerambycidae.